# Провалля
Прова́лля — село в Україні, у Довжанській міській громаді Довжанського району Луганської області.
Знаходиться на тимчасово окупованій території України.

## Географія
Географічні координати: 48°7' пн. ш. 39°48' сх. д. Часовий пояс — UTC+2. Загальна площа села — 50,9 км².
Село розташоване у східній частині Донбасу за 25 км від Довжанська. Найближча залізнична станція — Красна могила, за 9 км. Через село протікає річка Верхнє Провалля.

## Історія
Засноване в 1797 році як село Нікольське російським генерал-майором Павлом Іловайським (1764–1810), з 1818 року іменувалося Ворошиловим. Сучасну назву має з 1948 року.
Першими поселенцями стали українські селяни, перевезені сюди з різних сіл.
У червні 1804 року з ініціативи Дмитра Іловайського в Проваллі розпочалося будівництво храму імені святого Миколи Чудотворця. Освячено святиню було в 1807 році.
1806 року поселення налічувало 160 дворів із населенням 482 чоловіки і 423 жінки. Керував маєтком хорунжий Золотарьов.
У 1841 році власниками слободи стали брати Дмитра Іловайського Василь та Григорій, а управителем в їхньому маєтку служив Іван Курочкін. Тоді Іловайським належало 12,048 тисяч десятин землі.
1846 року російський імператор Микола I ухвалив рішення про заснування Провальського військового кінного заводу, після чого, за тодішніми законами, земля навколо слободи була передана у військову власність. Поселення стало іменуватися «Провальський кінний завод». Згідно перепису населення 1897 року в Проваллі проживало 205 чоловіків і 51 жінка, з яких більшість були козаками — 183 чоловіки і 28 жінок. На кінному заводі також вирощували 38 пар волів та 247 голів іншої робочої худоби.
У 1921 році на базі колишнього конезаводу був організований кормофуражний радгосп. 1954 року реорганізований в овоче-молочний радгосп «Провальський».
Після Другої світової війни в селі проживало 119 учасників бойових дій, усі вони були нагороджені орденами і медалями. Під час війни загинуло 48 осіб.
12 червня 2020 року, відповідно до Розпорядження Кабінету Міністрів України № 717-р «Про визначення адміністративних центрів та затвердження територій територіальних громад Луганської області», увійшло до складу Довжанської міської громади.
17 липня 2020 року, в результаті адміністративно-територіальної реформи та ліквідації  колишніх Довжанського (1938—2020) та Сорокинського районів, увійшло до складу новоутвореного Довжанського району.

## Населення

### Мова
Розподіл населення за рідною мовою за даними перепису 2001 року:
| Мова            | Кількість | Відсоток |
| --------------- | --------- | -------- |
| російська       | 791       | 94.05%   |
| українська      | 48        | 5.71%    |
| вірменська      | 1         | 0.12%    |
| інші/не вказали | 1         | 0.12%    |
| Усього          | 841       | 100%     |

За даними перепису 2001 року населення села становило 841 особу, з них 5,71% зазначили рідною мову українську, 94,05% — російську, а 0,24% — іншу.

## Економіка
Економічний сектор села представлений приватний сільськогосподарським підприємством «Провалля», що спеціалізується на вирощуванні зернових, технічних, кормових культур, тваринництві, а також переробці сільськогосподарської продукції.

## Соціальна сфера
У Проваллі діють ЗОШ, амбулаторія, клуб та спорткомплекс.

## Пам'ятки
На території села знаходиться братська могила радянських воїнів, а також встановлено пам'ятний знак на честь воїнів-односельців, які загинули під час Другої світової війни.
Поблизу Провалля археологами була виявлена стоянка епохи мезоліту.

## Відомі люди
У селі народився Володимир Мурзенко (1937 - 2017) — Герой України, начальник дільниці АТ Шахта «Червоний партизан».

## Галерея

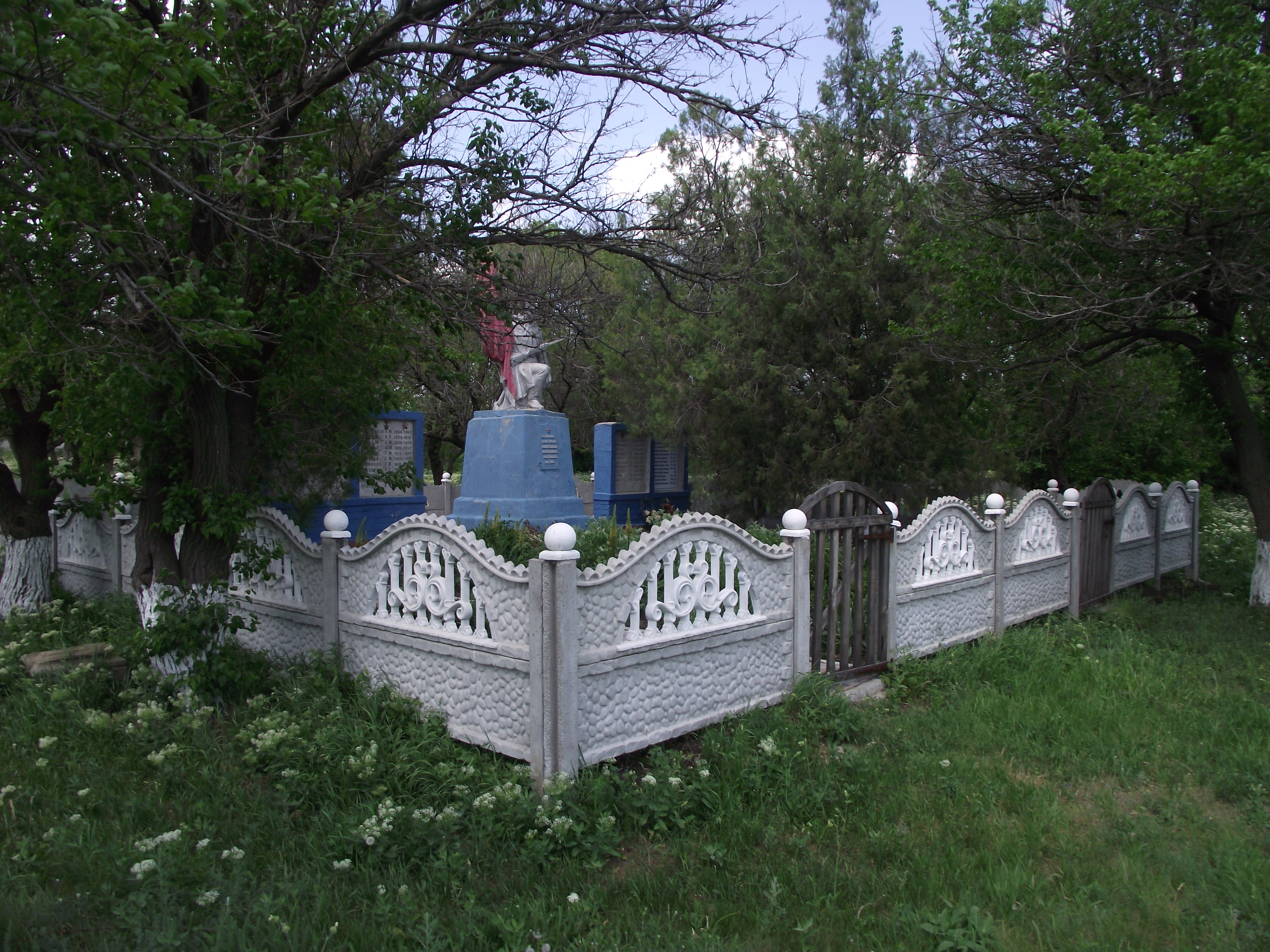
Братська могила радянських воїнів
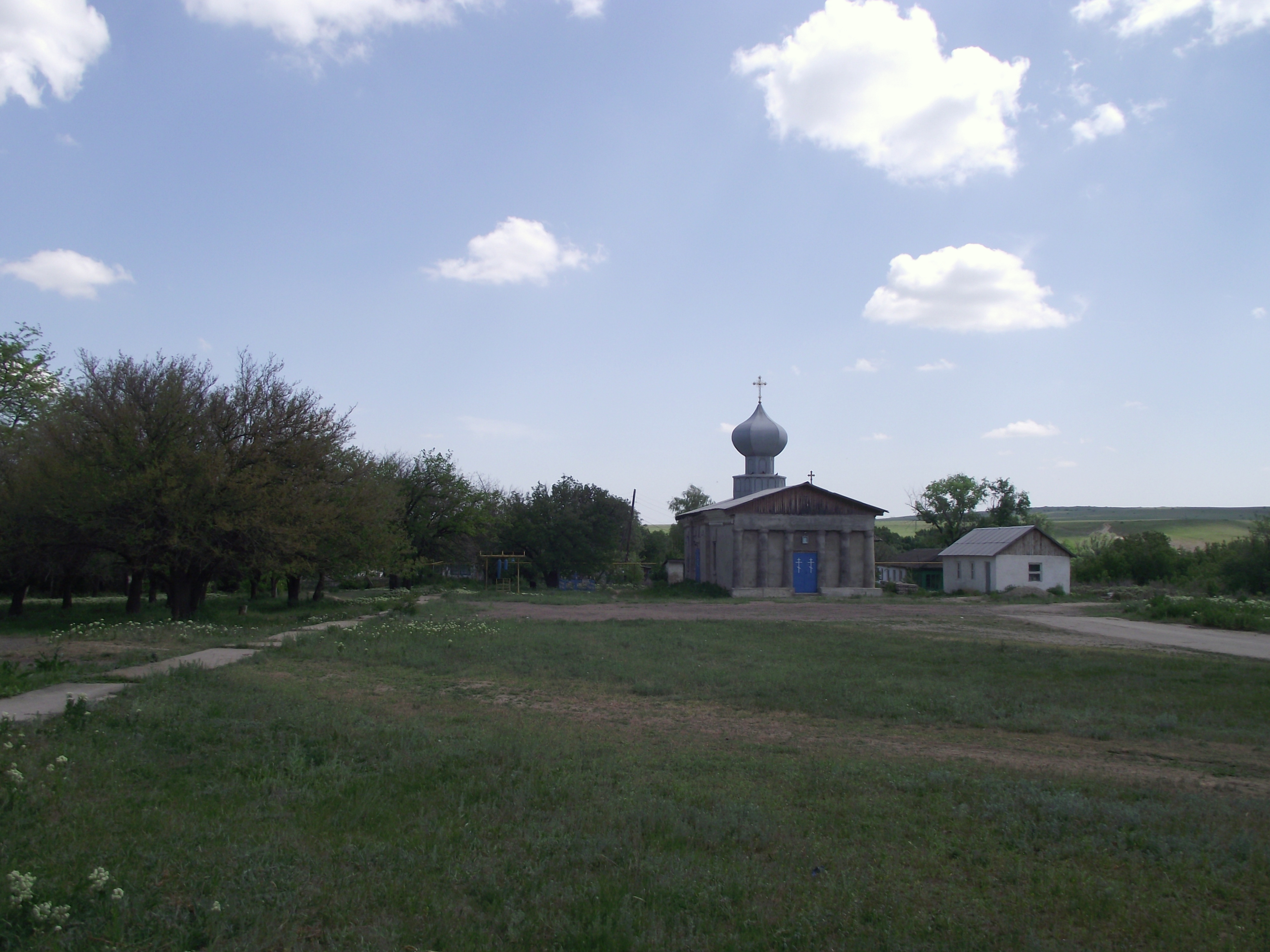
200-річна місцева церква
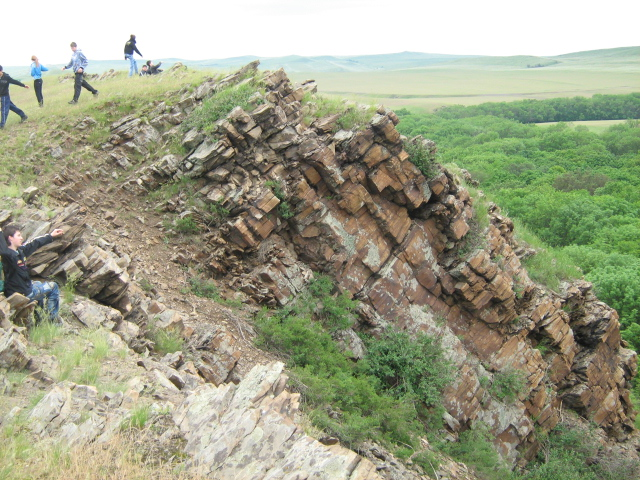
Королівські скелі